# Moisés Arrimadas Esteban
Moisés Arrimadas Esteban (Salmoral, Salamanca, 1936-30 de septiembre de 2020) fue un abogado y político español, gobernador civil en las provincias de Cuenca y Albacete durante la dictadura franquista y la Transición.

## Biografía
Tras estudiar en el colegio de los Salesianos de Salamanca, se licenció en Derecho en la Universidad de Salamanca y fue funcionario del Cuerpo Técnico de la Administración Civil del Estado, así como delegado provincial del Ministerio de la Vivienda en Cádiz desde 1966 y gobernador civil y jefe provincial del Movimiento en Cuenca (1974-1976).  Después fue jefe provincial del Movimiento en Albacete (1976-) y gobernador civil de la provincia (1976-1978).
Primo del padre de la política Inés Arrimadas.